# اچ‌ام‌اس لویی (کی۵۱۵)
اچ‌ام‌اس لویی (کی۵۱۵) (به انگلیسی: HMS Louis (K515)) یک کشتی بود که طول آن ۲۸۹٫۵ فوت (۸۸٫۲ متر) بود. این کشتی در سال ۱۹۴۳ ساخته شد.